# プレクラスニー
プレクラスニー（欧字名:Prekrasnie、1987年6月10日 - 1998年1月30日）は、日本の競走馬、種牡馬。
1991年の天皇賞（秋）（GI）優勝馬である。
メジロマックイーンに次ぐ2位入線となったが、メジロマックイーンの降着により繰り上げ優勝を果たした。日本中央競馬会において史上初めてとなるGI級競走での繰り上げ戴冠だった。

## デビューまで

### 誕生までの経緯
ミトモオーは、北海道浦河町の鮫川藤男が生産した、父ヴィミー、母父ロイヤルチャレンヂャーの牝馬である。1977年の新潟記念を優勝したほか、1974年ビクトリアカップ、1976年毎日王冠及び牝馬東京タイムズ杯では2着。1974年優駿牝馬（オークス）では5着となるなど、53戦8勝という成績だった。引退後は、嶋田克昭が場主を務める、北海道三石町の嶋田牧場にて、繁殖牝馬となった。
場主の嶋田克昭は、騎手や調教師として活躍する嶋田功、嶋田潤の兄である。嶋田は、競走馬として活躍した牝馬の仔を活躍させたいという信念の持ち主だった。走る牝馬を見つけては、管理する調教師に声を掛けて交渉し、自らの牧場に引き入れていた。ミトモオーも、同じ方法で牧場に引き入れられており、嶋田は大きな期待をかけていた。ただし血統は「ベテランファンの心をくすぐる」（吉川彰彦）ような古いものだった。
期待されたミトモオーだったが、53戦走ったおかげで筋肉が発達し、母親向きの体型にならなかった。そのため、3年連続不受胎や、理想とはかけ離れた体型の仔が産まれるなど、期待を裏切り続けていた。遂には、諦めて売却を検討するほどだった。それでも結局、諦めずに生産を続ける。5年目あたりからようやく母親向きの体型となり、仔も理想的な体型に近づくようになった。初年度から父シャトーゲイの初仔、3年連続不受胎、父カラードの2番仔、双仔の生後直死、父ロイヤルスキーの3番仔、父カバリストの4番仔を経た9年目の1986年、クリスタルパレスと交配する。
クリスタルパレスは、フランスのロスチャイルド男爵が生産した牡馬である。父はカロであり、ナスルーラ系ないしグレイソヴリン系、フォルティノ系だった。ヨーロッパで競走馬として走り、1977年のフランスダービーを優勝するなど、9戦4勝。翌1978年からフランスで種牡馬となり、ロイヤルオーク賞優勝のマージ、サンタラリ賞優勝のグリゼミンなどの活躍産駒を送り出し、1978年にはリーディングサイアーとなっていた。1984年11月に日本へ輸入され、北海道白老町の胆振種馬場で繋養されていた。
グレイソヴリン系は、ヨーロッパや日本でスピードに勝る血統として評価されていたが、グレイソヴリン直仔のフォルティノ系となると、スタミナに優れた子孫も現れるようになっていた。その一例がクリスタルパレスとその産駒たちだった。嶋田は、クリスタルパレスを体の幅があって背が低く「脚が地にくっついている感じ」と捉えており、「好きな種牡馬のイメージ」だったという。その直感を尊重して、ミトモオーの交配相手に選んでいた。交配1回での受胎を果たす。

### 幼駒時代
1987年、北海道三石町の嶋田牧場にて、ミトモオーの4番仔である芦毛の牡馬（後のプレクラスニー）が誕生する。6月10日の遅生まれだった。嶋田は、産まれたばかりの4番仔を見て、「どことなく品があるな、と感じた」と回顧している。
4番仔は、田島榮三郎が所有して競走馬となり、ロシア語で「非常に美しい、素晴らしい」という意味である「プレクラスニー」という馬名が与えられる。母ミトモオーは、弟の嶋田功が複数回騎乗した馬であり、その縁からプレクラスニーの管理を功、潤に誘ってみたが、気性が悪いミトモオーの印象から、管理を断られた。プレクラスニーは、美浦トレーニングセンターの矢野照正厩舎に入厩する。

## 競走馬時代

### エプソムカップ
4歳となった1990年2月24日、田村正光が跨りデビュー。中山競馬場の新馬戦（ダート1200メートル）に臨み、3着だった。翌3月には、同条件の未勝利戦に臨んだが5着。続いて4月、距離と条件、鞍上を増沢末夫に変えて臨んだ福島競馬場の未勝利戦（芝1800メートル）に臨み、初勝利を挙げる。それから5月下旬、東京競馬場の500万円以下に臨み勝利を挙げ、連勝。続戦して夏の福島開催の900万円以下に臨んだが、勝利を挙げることができなかった。7月8日を最後に戦線から遠ざかり、下半期は出走しなかった。
年をまたいで5歳となった1991年、1月の中山開催で復帰する。初戦こそ敗れたものの、2戦目で勝利を挙げ、900万円以下を卒業する。それから中山の1500万円以下を2戦したが、2着2回だった。東京開催に代わった4月20日、晩秋ステークス（1500万円以下）は、増沢から江田照男に乗り替わった。3番手追走から抜け出し勝利、4勝目を挙げ、オープンクラスに昇格した。この直後、目を負傷し、1週間調教できなかったが、大事には至らなかった。
6月8日、東京競馬場のエプソムカップ（GIII）に臨む。11頭立てのなか、特に、新潟大賞典を優勝するなど、目下3連勝中の関西馬トウショウバルカン、メトロポリタンステークス優勝から臨む関西馬メイショウビトリア、そして関東馬プレクラスニーが大きな注目を集めていた。3頭のオッズは抜けていたが、プレクラスニーが抜きん出て2.8倍の1番人気に推される。以下3.0倍のトウショウバルカン、3.9倍のメイショウビトリアだった。ただハンデキャップ競走であるため、3頭の中で実績の劣るプレクラスニーは、負担重量で恵まれた。
6枠6番からスタート、トウショウバルカンを先に行かせて2番手を確保。ただ背後からメイショウビトリアがおり、マークされる形となった。スローペースの追走を経て、大勢変わらないまま最終コーナーを通過。直線では後方勢の追い上げ見られず、先行3頭の争いとなった。2番手のプレクラスニーは、まず前を行くトウショウバルカンに詰め寄り、坂を上がって並びかける。それから半ばでスパートして残り200メートルで抜け出し、トウショウバルカンを振り切った。以後、盛り返されたが、先頭は守り切って決勝線を通過する。
2頭に1馬身半差をつけて連勝、重賞初勝利を挙げた。走破タイムは、サクラユタカオーの持つ日本レコードタイムと0.6秒しか違わず、評価の高い内容だった。また関東開催の重賞における、関西馬の連勝記録、関東馬の連敗記録を「9」で止めている。関東では栗東の松元省一厩舎のトウカイテイオーが勝利した皐月賞から関西馬が連勝しており、プレクラスニーの勝利は、関東馬の意地を見せつけた形となった。矢野は、目標を秋の天皇賞（秋）、有馬記念に定めて、以後夏休みとなる。

### 毎日王冠
夏休みを経て、10月6日の毎日王冠（GII）で始動する。13頭立ての中、6頭がオッズ一桁台、1番人気が5.2倍の混戦だった。前年の宝塚記念を優勝したオサイチジョージ、ダイイチルビーを下して高松宮杯を優勝したダイタクヘリオス、函館記念を優勝したメジロマーシャス、カブトヤマ記念を優勝したモガミチャンピオン、新潟記念を優勝したセンゴクヒスイ、そしてプレクラスニーが人気を集めていた。メジロマーシャスが1番人気、プレクラスニーは肉薄する5.4倍の2番人気だった。
8枠12番からスタート、隣の大外枠13番から邁進するダイタクヘリオスを行かせて控え、2番手を確保した。ダイタクヘリオスがハイペースで先導していたが、前2頭は折り合いがついていた。よって先行勢がスムーズで後方待機勢が脚の溜まらない状況となり、むしろ前2頭が有利だった。直線では後方勢が伸びあぐねて、先頭争いは前2頭の絞られる一騎打ちとなった。追うプレクラスニーは末脚で、逃げるダイタクヘリオスに詰め寄り、ゴール手前で差し切りを果たす。ダイタクヘリオスを半馬身かわしたところが、決勝線通過だった。
3連勝、重賞連勝を果たす。これで東京競馬場の芝は、4戦全勝。芝1800メートルなら6戦5勝2着1回、東京芝1800メートルは3戦全勝となった。走破タイムは、サクラユタカオーの日本レコードと0.1秒しか違わず、評価が高まった。

### 天皇賞（秋）
詳細は第104回天皇賞を参照。
続いて10月27日、目標の天皇賞（秋）（GI）に臨む。フルゲート18頭立てとなる中、3頭がオッズ一桁台だった。雨が降りしきり不良馬場での開催となった。最も有力視されたのは、同期の菊花賞優勝馬のメジロマックイーンだった。この年は武豊とコンビを結成して阪神大賞典と天皇賞（春）を制し、宝塚記念では同期のメジロライアンに敗れた2着。休養を経て、秋初戦の京都大賞典を制し復権。史上3頭目の天皇賞春秋連覇を目指していた。次に同期の菊花賞2着馬、メジロマックイーンに次ぐ2着のホワイトストーンだった。前年の暮れの有馬記念では、1番人気に支持されたが、引退するオグリキャップに敵わず3着となっていた。この年は、産経大阪杯で優勝し、宝塚記念では4着、秋はオールカマーにてジョージモナークに敵わず2着、という始動だった。メジロマックイーンが1.9倍、ホワイトストーンが4.8倍、そしてそれに次ぐ3番人気がプレクラスニー、8.7倍という支持だった。

5枠10番からスタートしたプレクラスニーは、逃げるために先手を主張する。外の7枠13番から好スタートを決めたメジロマックイーンが被さってきたため、控えてその左斜め後方に甘んじた。同時に、内の2枠4番から好スタートのホワイトストーンが右隣におり、人気の3頭横並びでの、第2コーナー通過となった。向こう正面に入りプレクラスニーは、一時は挫かれた逃げ作戦に拘った。内外のホワイトストーンとメジロマックイーンを制して、先頭を奪い、中途から逃げる形となった。後続の突き上げはなく、人気3頭が3番手までを占めていた。逃げるプレクラスニーに、ホワイトストーンとメジロマックイーンが詰め寄り、再び3頭横並びの先頭争いを形成して最終コーナーを通過した。
直線では、入ってまもなくホワイトストーンが失速して脱落し、プレクラスニーとメジロマックイーンの一騎打ちとなるが、追うメジロマックイーンに分があった。半ばでプレクラスニーにはリードはなくなり、やがて相手のスパートが始まると、たちまち突き放されて、独走を許した。メジロマックイーンには敵わなかったが、プレクラスニーの次なる相手は、カリブソング、カミノクレッセ、リストレーション、ヌエボトウショウなど後方から追い上げる面々だった。それらは外から末脚で追い込んできたが、粘り切って決勝線に到達する。
メジロマックイーンに6馬身を後れを取り、カリブソングやカミノクレッセに4分の3馬身先着する2位入線を果たす。しかし、到達順通りに着順が確定しなかった。メジロマックイーンの第2コーナーでの走行が審議となっていた。メジロマックイーンの積極的な先行策は、プレクラスニーを控えさせて逃げの手を封じただけでなく、プレクラスニーの後方にいた馬たちにも影響を及ぼしていた。メジロマックイーンがプレクラスニーの進路を塞ぎ、行き場のなくなったプレクラスニーがさらに後方の馬たちの進路を塞ぐという、連鎖を引き起こした。特にメイショウビトリア、プレジデントシチー、ムービースターに多大な不利を与える結果となり、メジロマックイーンにはJRA-GI史上初めてとなる1位入線後の降着処分が下る。不利が大きかったプレジデントシチ―は、ブービー賞に大差の最下位だった。このためメジロマックイーンは、このプレジデントシチーまでの17頭すべてを下回る18着、最低着順に成り下がった。
よってプレクラスニーは、繰り上がって1着。JRA-GI史上初めてとなる2位入線後の繰り上がり優勝となる。4連勝、重賞3連勝で天皇賞（秋）優勝を果たした。初体験となる不良馬場がこたえて、左後脚が跛行になりながらも粘り、2位を守り切ったうえの戴冠だった。19歳の江田は、武豊よりも早く天皇賞優勝を果たし、史上最年少天皇賞優勝記録樹立を成し遂げた。この直後の表彰式に参列した嶋田は、天皇賞優勝を果たしたが、この形での勝利を受け入れられなかった。そのため快挙にもかかわらず喜ぶことができなかったという。馬産地では、周囲の人に祝賀会の開催を提案されたが、嶋田は断っていた。
天皇賞優勝後のプレクラスニーは、暮れの有馬記念を目指す。ファン投票では、15万票で首位のメジロマックイーン、12万票で2位の菊花賞優勝馬レオダーバン、11万票で3位の菊花賞2着イブキマイカグラ、同じく11万票で4位のメジロライアン、10万3千票で5位のカリブソングに次ぐ第6位、10万35票を集めて、出走権を獲得した。
メジロマックイーン、鳴尾記念優勝のナイスネイチャに次ぐ3番人気の支持だった。ツインターボが逃げて、それにダイタクヘリオスが続く中、プレクラスニーは、3番手を追走する。2周目の第3コーナーでツインターボが失速して、ダイタクヘリオスとともに先頭となった。直線では、ダイタクヘリオスを下して単独先頭となり、後方から追い上げたメジロマックイーンや、ナイスネイチャから逃走を図った。しかし終いで詰め寄られ、かわされていた。さらにブービー人気のダイユウサクにも出し抜かれて4着だった。
この年のJRA賞では、年度代表馬部門で全176票中2票を、最優秀5歳以上牡馬部門で3票を集めたが、それぞれ三桁の票を集めたトウカイテイオー、メジロマックイーンには敵わず、受賞を逃している。この後は、脚部不安をきたして出走することができず、競走馬を引退となる。

## 種牡馬時代
引退後は、北海道静内町のアロースタッドで種牡馬となる。初年度は15頭の繁殖牝馬を集めたが、2年目から一桁台に減り、3年目からは5頭を下回った。5年目、1997年の種付けを最後に種牡馬を引退となる。1998年1月19日に用途変更となった。種牡馬引退後は、日本中央競馬会に引き取られ、余生を過ごすことになったが、その矢先の同年1月30日、放牧中に骨盤骨折し安楽死、12歳で死亡する。
産駒は、13頭が競馬場でデビューを果たしている。このうち7頭は中央競馬を走っており、飛野牧場で生まれたメーティス（父:パーソロン）の仔たち、2頭の兄妹が唯一勝ち上がりを果たしている。
兄ストレラーは、デビュー3戦目の未勝利戦にて、父と同じく江田に導かれて初勝利を挙げている。その後、田中勝春に乗り替わり、百日草特別（500万円以下）にてクリスザブレイヴに次ぐ2着、府中3歳ステークス（GIII）では、スピードワールド、サニーブライアンに先着する4着となり、重賞入着を果たした。その後、江田が舞い戻り、2勝目を挙げている。その後は江田と出走したが、田中剛に乗り替わり、終いは障害競走へ転向した。通算成績20戦2勝。妹タンドレスは、デビュー戦から江田を続け、10戦目で勝ち上がりを果たしている。以降は勝利から遠ざかった。通算成績17戦1勝。

## 競走成績
以下の内容は、netkeiba.com並びにJBISサーチの情報に基づく。
| 競走日     | 競馬場 | 競走名         | 格   | 距離 （馬場） | 頭 数 | 枠 番 | 馬 番 | オッズ （人気） | 着順 | タイム | 着差 | 騎手     | 斤量 [kg] | 1着馬 （2着馬）      | 馬体重 [kg] |
| ---------- | ------ | -------------- | ---- | ------------- | ----- | ----- | ----- | --------------- | ---- | ------ | ---- | -------- | --------- | -------------------- | ----------- |
| 1990.02.24 | 中山   | 4歳新馬        |      | ダ1200m（不） | 16    | 8     | 15    | 4.2（2人）      | 03着 | 1:12.6 | -0.3 | 田村正光 | 55        | スーパーオリンピア   | 446         |
| 00000.3.18 | 中山   | 4歳未勝利      |      | ダ1200m（良） | 15    | 2     | 3     | 2.9（1人）      | 05着 | 1:13.4 | -0.6 | 田村正光 | 55        | ジーガームサシ       | 438         |
| 0000.04.21 | 福島   | 4歳未勝利      |      | 芝1800m（稍） | 14    | 4     | 6     | 2.3（1人）      | 01着 | 1:51.6 | -0.6 | 増沢末夫 | 55        | (タップオン)         | 452         |
| 0000.05.26 | 東京   | ロベリア賞     | 5下  | 芝1800m（良） | 6     | 2     | 2     | 2.2（1人）      | 01着 | 1:48.9 | -0.8 | 増沢末夫 | 55        | (ナカミシュンラン)   | 452         |
| 0000.06.23 | 福島   | しゃくなげS    | 9下  | 芝1700m（良） | 12    | 6     | 7     | 2.5（1人）      | 05着 | 1:43.1 | -0.2 | 増沢末夫 | 55        | キューティアップ     | 462         |
| 0000.07.08 | 福島   | さくらんぼS    | 9下  | 芝2000m（良） | 12    | 4     | 4     | 5.0（3人）      | 02着 | 2:01.8 | -0.2 | 増沢末夫 | 55        | バトルイニシャチブ   | 456         |
| 1991.01.05 | 中山   | 東雲賞         | 9下  | ダ1800m（良） | 10    | 8     | 9     | 7.2（5人）      | 10着 | 1:54.2 | -3.1 | 増沢末夫 | 56        | ザラストワード       | 454         |
| 0000.01.20 | 中山   | 若潮賞         | 9下  | 芝1800m（良） | 16    | 6     | 11    | 8.0（4人）      | 01着 | 1:48.4 | -0.2 | 増沢末夫 | 56        | (バーニングハート)   | 450         |
| 0000.03.02 | 中山   | 内外タイムス杯 | 15下 | 芝2000m（良） | 11    | 3     | 3     | 3.6（2人）      | 02着 | 2:01.1 | -0.1 | 増沢末夫 | 54        | レオランボー         | 450         |
| 0000.03.30 | 中山   | 船橋S          | 15下 | 芝1800m（稍） | 14    | 3     | 3     | 3.2（1人）      | 02着 | 1:48.9 | -0.0 | 増沢末夫 | 56        | レオプラザ           | 450         |
| 0000.04.20 | 東京   | 晩春S          | 15下 | 芝1800m（良） | 11    | 1     | 1     | 2.8（1人）      | 01着 | 1:46.6 | -0.9 | 江田照男 | 56        | (インドラ)           | 452         |
| 0000.06.08 | 東京   | エプソムC      | GIII | 芝1800m（良） | 11    | 6     | 6     | 2.8（1人）      | 01着 | 1:47.2 | -0.2 | 江田照男 | 56        | (メイショウビトリア) | 458         |
| 0000.10.06 | 東京   | 毎日王冠       | GII  | 芝1800m（稍） | 13    | 8     | 12    | 5.4（2人）      | 01着 | 1:46.1 | -0.1 | 江田照男 | 57        | (ダイタクヘリオス)   | 458         |
| 0000.10.27 | 東京   | 天皇賞（秋）   | GI   | 芝2000m（不） | 18    | 5     | 10    | 8.7（3人）      | 01着 | 2:03.9 | -0.1 | 江田照男 | 58        | (カリブソング)       | 456         |
| 0000.12.22 | 中山   | 有馬記念       | GI   | 芝2500m（良） | 15    | 4     | 6     | 9.0（3人）      | 04着 | 2:31.1 | -0.5 | 江田照男 | 57        | ダイユウサク         | 454         |

## 種牡馬成績
以下の内容は、JBISサーチの情報に基づく。
| 種付年度 | 種付頭数 | 生産頭数 | 血統登録頭数 | 出走頭数 | 勝馬頭数 | 重賞勝馬頭数 | AEI  | CPI  |
| -------- | -------- | -------- | ------------ | -------- | -------- | ------------ | ---- | ---- |
| 1993     | 15       | 10       | 10           | 8        | 4        | 0            | 0.45 |      |
| 1994     | 6        | 4        | 4            | 3        | 1        | －           | 0.18 |      |
| 1995     | 4        | 1        | 1            | 1        | 1        | －           | 1.09 |      |
| 1996     | 1        | 0        | 0            | 0        | －       | －           | －   |      |
| 1997     | 2        | 1        | 1            | 1        | 0        | 0            | 0.06 |      |
| 合計     | 合計     | 合計     | 16           | 13       | 6        | 0            | 0.40 | 0.79 |

- 出走頭数、勝馬頭数、重賞勝馬頭数、アーニングインデックス、コンパラブルインデックスは、平地競走に限る。

## 血統表
| プレクラスニーの血統                          | プレクラスニーの血統           | プレクラスニーの血統    | （血統表の出典）       | （血統表の出典） |
| 父系                                          | カロ系                         | カロ系                  | カロ系                 | [ § 2 ]          |
| 父 *クリスタルパレス Crystal Palace 1974 芦毛 | 父の父Caro 1967 芦毛           | *フォルティノ           | Grey Sovereign         | Grey Sovereign   |
| 父 *クリスタルパレス Crystal Palace 1974 芦毛 | 父の父Caro 1967 芦毛           | *フォルティノ           | Ranavalo               |                  |
| 父 *クリスタルパレス Crystal Palace 1974 芦毛 | 父の父Caro 1967 芦毛           | Chambord                | Chamossaire            | Chamossaire      |
| 父 *クリスタルパレス Crystal Palace 1974 芦毛 | 父の父Caro 1967 芦毛           | Chambord                | Life Hill              |                  |
| 父 *クリスタルパレス Crystal Palace 1974 芦毛 | 父の母Hermieres 1958 栗毛      | Sicambre                | Prince Bio             | Prince Bio       |
| 父 *クリスタルパレス Crystal Palace 1974 芦毛 | 父の母Hermieres 1958 栗毛      | Sicambre                | Sif                    |                  |
| 父 *クリスタルパレス Crystal Palace 1974 芦毛 | 父の母Hermieres 1958 栗毛      | Vieille Pierre          | Blue Peter             | Blue Peter       |
| 父 *クリスタルパレス Crystal Palace 1974 芦毛 | 父の母Hermieres 1958 栗毛      | Vieille Pierre          | Viellie Maison         |                  |
| 母 ミトモオー 1971 鹿毛                       | 母の父*ヴィミー Vimy 1952 鹿毛 | Wild Risk               | Rialto                 | Rialto           |
| 母 ミトモオー 1971 鹿毛                       | 母の父*ヴィミー Vimy 1952 鹿毛 | Wild Risk               | Wild Violet            |                  |
| 母 ミトモオー 1971 鹿毛                       | 母の父*ヴィミー Vimy 1952 鹿毛 | Mimi                    | Black Devil            | Black Devil      |
| 母 ミトモオー 1971 鹿毛                       | 母の父*ヴィミー Vimy 1952 鹿毛 | Mimi                    | Mignon                 |                  |
| 母 ミトモオー 1971 鹿毛                       | 母の母ロイヤルリツキ 1964 鹿毛 | *ロイヤルチャレンヂャー | Royal Charger          | Royal Charger    |
| 母 ミトモオー 1971 鹿毛                       | 母の母ロイヤルリツキ 1964 鹿毛 | *ロイヤルチャレンヂャー | Skerweather            |                  |
| 母 ミトモオー 1971 鹿毛                       | 母の母ロイヤルリツキ 1964 鹿毛 | キングセカンド          | シマタカ               | シマタカ         |
| 母 ミトモオー 1971 鹿毛                       | 母の母ロイヤルリツキ 1964 鹿毛 | キングセカンド          | トウセイ               |                  |
| 母系(F-No.)                                   | スターダスト系(FN:5-j)         | スターダスト系(FN:5-j)  | スターダスト系(FN:5-j) | [ § 3 ]          |
| 5代内の近親交配                               | Rialto 5×4                     | Rialto 5×4              | Rialto 5×4             | [ § 4 ]          |
| 出典                                          | 1. 2. 3. 4.                    | 1. 2. 3. 4.             | 1. 2. 3. 4.            | 1. 2. 3. 4.      |